# Crochte
Crochte (prononcé [kʁɔkt] ; en néerlandais : Krochte) est une commune française, située dans le département du Nord en région Hauts-de-France.

## Géographie

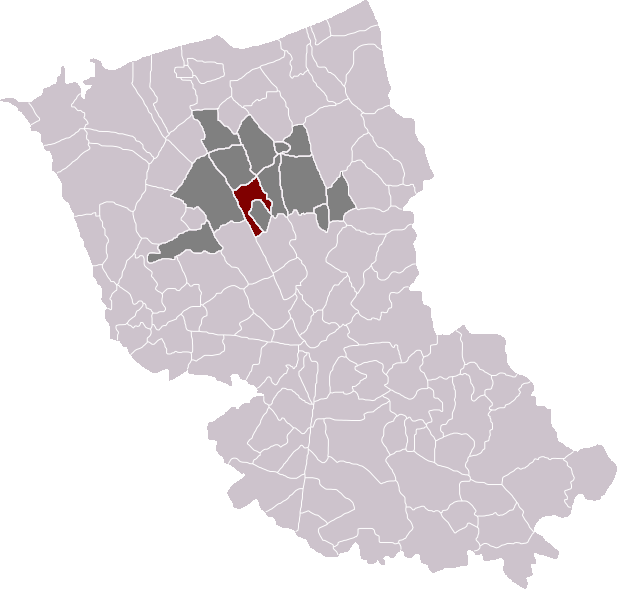
Crochte dans son canton et son arrondissement.

### Situation
Village en Flandre Maritime, à six kilomètres de Bergues, sur la très ancienne voie qui suit le coteau bordant la plaine : le Looweg (Loo = bois en francique).

### Communes limitrophes

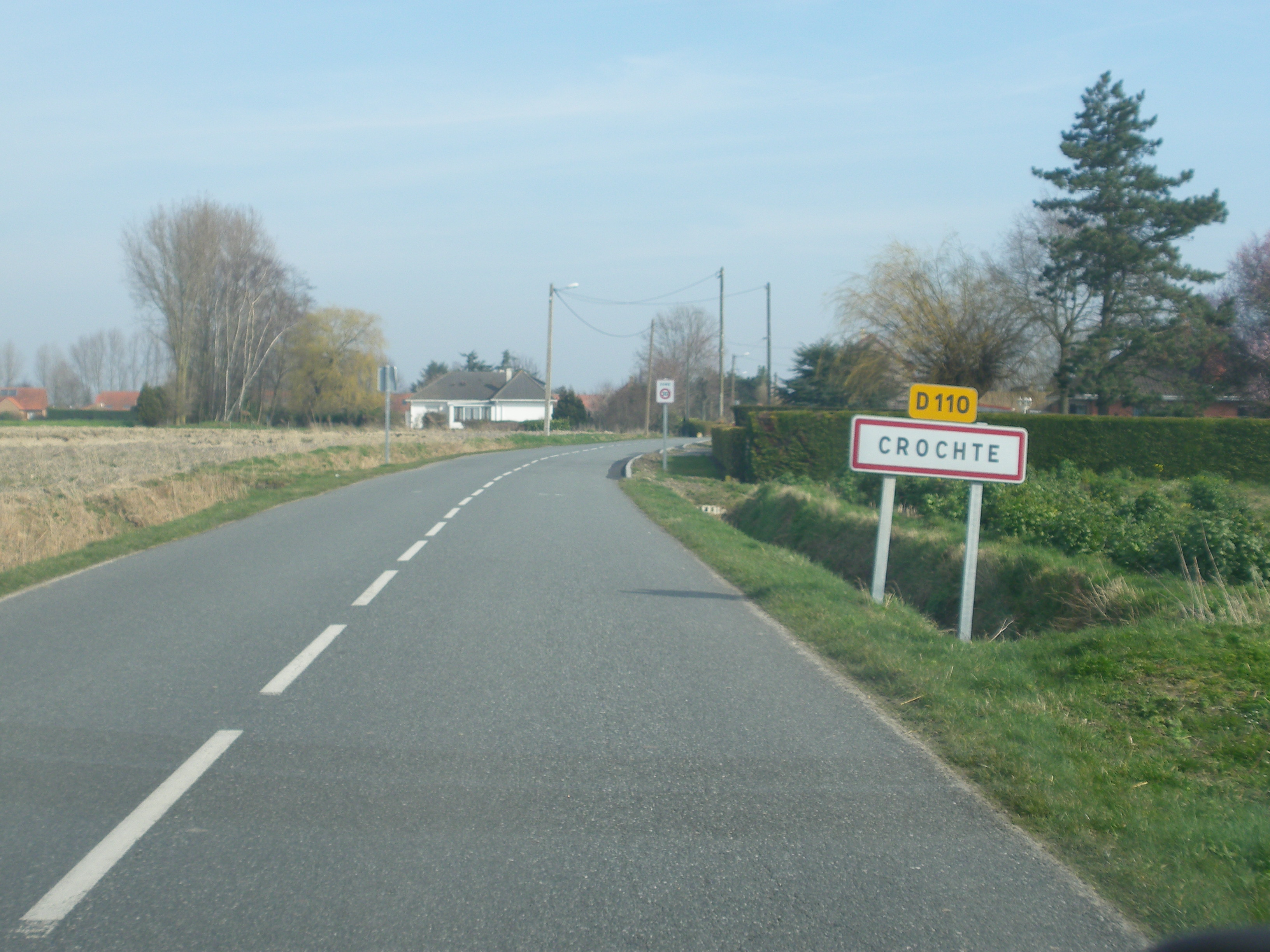
Une entrée de la commune.

| Steene |              |                       |
|        | Crochte      | Socx                  |
| Pitgam | Zegerscappel | Bissezeele Esquelbecq |

### Hydrographie

#### Réseau hydrographique
La commune est située dans le bassin Artois-Picardie. Elle est drainée par le Bierendyck, le Craene Becque et la Bissezeele Becque,,.

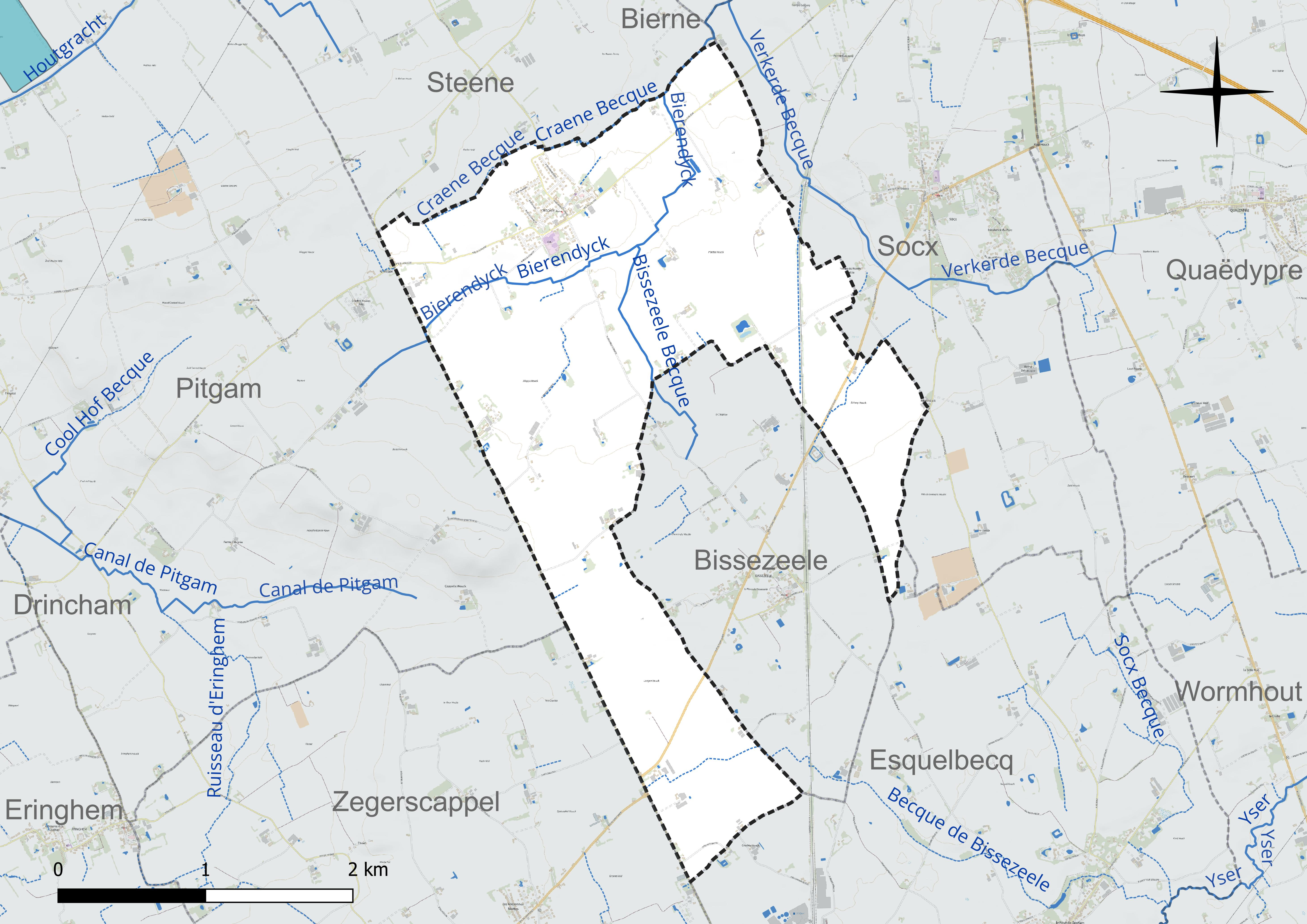
Réseau hydrographique de Crochte.

#### Gestion et qualité des eaux
Le territoire communal est couvert par le schéma d'aménagement et de gestion des eaux (SAGE) « Delta de l'Aa ». Ce document de planification concerne un territoire de 1 208 km2 de superficie, délimité par le bassin versant de l'Aa. Le périmètre a été arrêté le 18 août 2000 et le SAGE proprement dit a été approuvé le 15 mars 2010. La structure porteuse de l'élaboration et de la mise en œuvre est l'Institution intercommunale des Wateringues. 
La qualité des cours d'eau peut être consultée sur un site dédié géré par les agences de l'eau et l'Agence française pour la biodiversité. 

### Climat
Pour des articles plus généraux, voir Climat des Hauts-de-France et Climat du Nord.
En 2010, le climat de la commune est de type climat océanique altéré, selon une étude du CNRS s'appuyant sur une série de données couvrant la période 1971-2000. En 2020, Météo-France publie une typologie des climats de la France métropolitaine dans laquelle la commune est exposée à un climat océanique et est dans la région climatique  Côtes de la Manche orientale, caractérisée par un faible ensoleillement (1 550 h/an) ; forte humidité de l'air (plus de 20 h/jour avec humidité relative > 80 % en hiver), vents forts fréquents. 
Pour la période 1971-2000, la température annuelle moyenne est de 10,6 °C, avec une amplitude thermique annuelle de 13,9 °C. Le cumul annuel moyen de précipitations est de 750 mm, avec 13,2 jours de précipitations en janvier et 8 jours en juillet. Pour la période 1991-2020, la température moyenne annuelle observée sur la station météorologique la plus proche, située sur la commune de Dunkerque à 11 km à vol d'oiseau, est de 11,7 °C et le cumul annuel moyen de précipitations est de 690,8 mm,. Pour l'avenir, les paramètres climatiques de la commune estimés pour 2050 selon différents scénarios d'émission de gaz à effet de serre sont consultables sur un site dédié publié par Météo-France en novembre 2022.

## Urbanisme

### Typologie
Au 1er janvier 2024, Crochte est catégorisée commune rurale à habitat dispersé, selon la nouvelle grille communale de densité à sept niveaux définie par l'Insee en 2022.
Elle est située hors unité urbaine. Par ailleurs la commune fait partie de l'aire d'attraction de Dunkerque, dont elle est une commune de la couronne,. Cette aire, qui regroupe 66 communes, est catégorisée dans les aires de 200 000 à moins de 700 000 habitants,.

### Occupation des sols
L'occupation des sols de la commune, telle qu'elle ressort de la base de données européenne d'occupation biophysique des sols Corine Land Cover (CLC), est marquée par l'importance des territoires agricoles (96,2 % en 2018), une proportion sensiblement équivalente à celle de 1990 (96,8 %). La répartition détaillée en 2018 est la suivante : 
terres arables (96,2 %), zones urbanisées (3,8 %). L'évolution de l'occupation des sols de la commune et de ses infrastructures peut être observée sur les différentes représentations cartographiques du territoire : la carte de Cassini (XVIIIe siècle), la carte d'état-major (1820-1866) et les cartes ou photos aériennes de l'IGN pour la période actuelle (1950 à aujourd'hui).

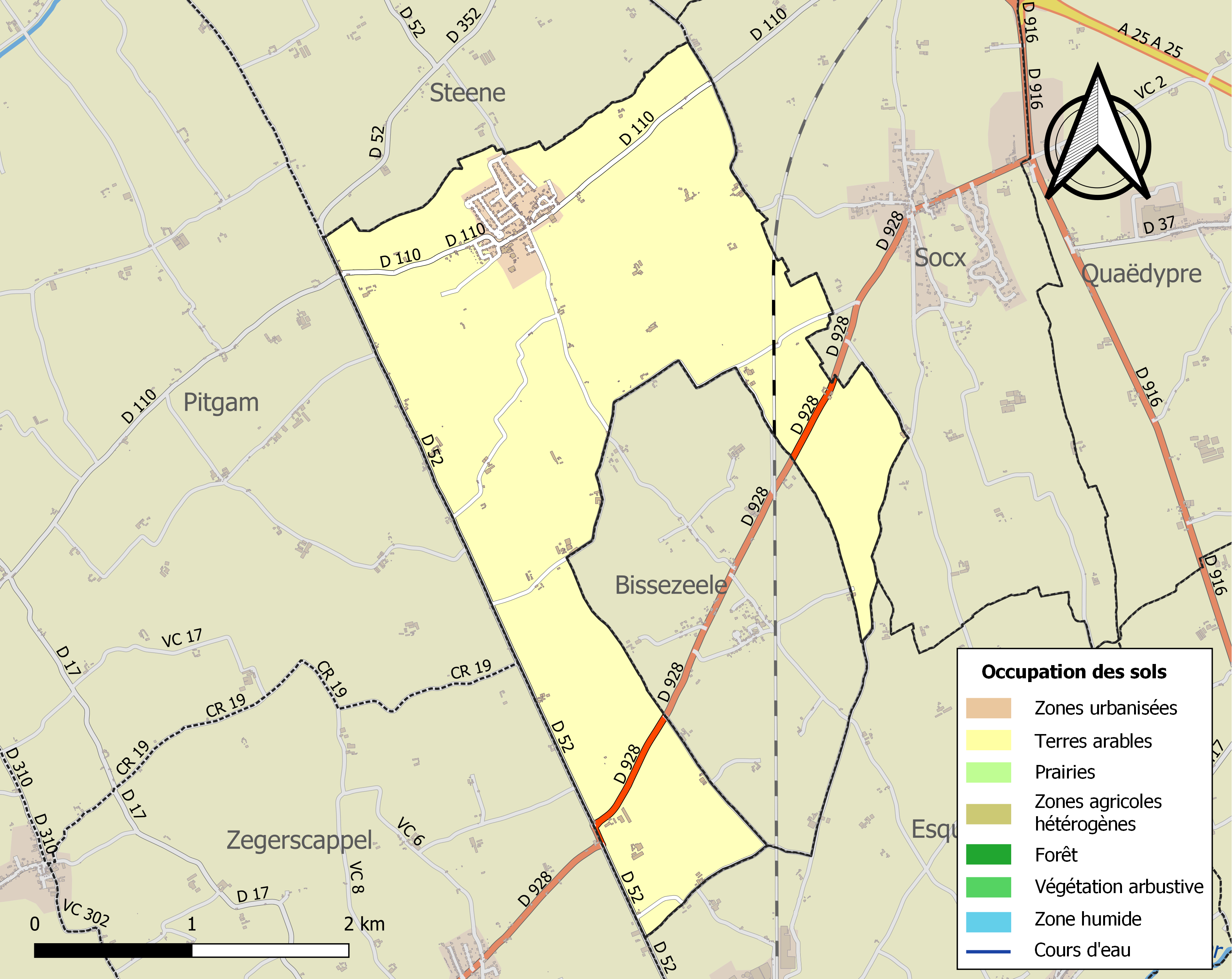
Carte des infrastructures et de l'occupation des sols de la commune en 2018 (CLC).

## Histoire
On a trouvé à Crochte des monnaies gauloises, celle des Morins et des  Atrébates, ainsi que des monnaies romaines prouvant l'existence d'un peuplement celte qui s'est poursuivi à l'époque romaine. Une voie romaine venant de Cassel et menant à Mardyck à travers la Flandre maritime passait par le village.
La première allusion à la localité date de 1067 sous le nom de Crochtem (Crothan en 1183), de l'ancien néerlandais krochte terre haute et sèche; néerlandais kroft= coteau // anglais croft= petit champ. Ce village avait la particularité de ne pas être inondé.
Crochte dépendait de la châtellenie de Bergues.
En 1251, l'abbaye Saint-Winoc de Bergues détient une terre à Crochten et à ce titre devait des services à Élisabeth, dame de Pont-Roard ou Rousbrugghe, qui va finalement la dispenser de ces services.
Du point de vue religieux, la commune était située dans le diocèse de Thérouanne puis dans le diocèse d'Ypres, doyenné de Bergues.
En 1793, pendant la Révolution française, le curé Martin-Joseph Dezitter émigré, rentré en France à la suite des armées anglaises qui entreprirent le siège de Dunkerque, a été fusillé à Bergues au moment où l'armée française mettait en fuite l'ennemi lors de la bataille d'Hondschoote.
En août septembre 1793 , lors du siège de Dunkerque par les armées ennemies coalisées contre la France, stationnèrent à Crochte des troupes ennemies chargées de surveiller le secteur Grand-Millebrugghe, Steene. Elles se replièrent sur Hondschoote lors de l'arrivée des français, prélude à la bataille de Hondschoote remportée par la France qui mit fin au siège de Dunkerque et amena le départ des troupes ennemies de la région.

### Première guerre mondiale
Pendant la première guerre mondiale, Crochte fait partie de juin à novembre 1917 d'un commandement d'étapes basé à Quaëdypre, c'est-à-dire un élément de l'armée organisant le stationnement de troupes, comprenant souvent des chevaux, pendant un temps plus ou moins long, sur les communes dépendant du commandement, en arrière du front. Crochte a donc accueilli des troupes de passage, ainsi deux groupes automobiles en août-septembre 1917, soit 340 hommes de troupe et 140 véhicules.
Le 4 septembre 1917, des travailleurs asiatiques (sans autre précision ni sur leur origine ni sur la raison de leur présence) sont arrêtés à Crochte et à Bissezeele par les gendarmes du commandement d'étapes puis amenés à Bergues.
Le 8 septembre 1917, un avion anglais d'une escadrille d'Arras a atterri à Crochte vers 19 h. Des soldats d'un régiment d'infanterie cantonnés sur la commune ont assuré la garde de l'appareil. Il est reparti dans la matinée du 8 septembre.
Le 23 septembre 1917, un soldat automobiliste cantonné à Crochte a été aperçu à Socx par le capitaine responsable du commandement d'étapes. Il avait quitté son chemin et traversait les champs, son mousqueton (fusil) à la bretelle. Le soldat a déclaré être à la poursuite d'un lièvre. Il a été condamné à une peine de huit jours de prison. Le gouverneur de Dunkerque a aggravé cette peine et l'a portée à 30 jours de prison.
Le 2 janvier 1918, une torpille non éclatée a été apportée chez un meunier habitant Crochte. Elle était restée à la surface du sol et a été apportée par des ouvriers agricoles du meunier. Elle a été mise en lieu sûr.
Crochte a fait également partie du commandement d'étapes installé à Bergues en 1917-1918, et de celui de Spycker-Steene, et en 1916, elle relevait de celui de Grand-Millebrugghe.

## Héraldique
| armes de Crochte | Les armes de Crochte se blasonnent ainsi : De sable au lion d'or - Ancien Blason : D'argent au lion de sable. |

## Politique et administration
Maire en 1802-1803 : Jacques Cockenpot.
Maire en 1807-1808 : Vanhaecke'.

## Population et société

### Démographie

#### Évolution démographique
L'évolution du nombre d'habitants est connue à travers les recensements de la population effectués dans la commune depuis 1793. Pour les communes de moins de 10 000 habitants, une enquête de recensement portant sur toute la population est réalisée tous les cinq ans, les populations de référence des années intermédiaires étant quant à elles estimées par interpolation ou extrapolation. Pour la commune, le premier recensement exhaustif entrant dans le cadre du nouveau dispositif a été réalisé en 2008.

En 2022, la commune comptait 658 habitants, en évolution de −1,64 % par rapport à 2016 (Nord : +0,51 %, France hors Mayotte : +2,11 %).
| 1793 | 1800 | 1806 | 1821 | 1831 | 1836 | 1841 | 1846 | 1851 |
| ---- | ---- | ---- | ---- | ---- | ---- | ---- | ---- | ---- |
| 630  | 710  | 717  | 711  | 735  | 757  | 734  | 756  | 774  |

| 1856 | 1861 | 1866 | 1872 | 1876 | 1881 | 1886 | 1891 | 1896 |
| ---- | ---- | ---- | ---- | ---- | ---- | ---- | ---- | ---- |
| 786  | 769  | 711  | 676  | 653  | 659  | 659  | 637  | 614  |

| 1901 | 1906 | 1911 | 1921 | 1926 | 1931 | 1936 | 1946 | 1954 |
| ---- | ---- | ---- | ---- | ---- | ---- | ---- | ---- | ---- |
| 582  | 565  | 519  | 506  | 460  | 453  | 420  | 427  | 426  |

| 1962 | 1968 | 1975 | 1982 | 1990 | 1999 | 2006 | 2008 | 2013 |
| ---- | ---- | ---- | ---- | ---- | ---- | ---- | ---- | ---- |
| 396  | 398  | 336  | 451  | 489  | 570  | 662  | 689  | 686  |

| 2018 | 2022 | - | - | - | - | - | - | - |
| ---- | ---- | - | - | - | - | - | - | - |
| 665  | 658  | - | - | - | - | - | - | - |

#### Pyramide des âges
La population de la commune est relativement jeune.
En 2018, le taux de personnes d'un âge inférieur à 30 ans s'élève à 34,6 %, soit en dessous de la moyenne départementale (39,5 %). À l'inverse, le taux de personnes d'âge supérieur à 60 ans est de 19,7 % la même année, alors qu'il est de 22,5 % au niveau départemental.
En 2018, la commune comptait 354 hommes pour 311 femmes, soit un taux de 53,23 % d'hommes, largement supérieur au taux départemental (48,23 %).
Les pyramides des âges de la commune et du département s'établissent comme suit.
| Hommes | Classe d’âge | Femmes |
| ------ | ------------ | ------ |
| 0,8    | 90 ou +      | 0,0    |
| 3,4    | 75-89 ans    | 5,5    |
| 13,8   | 60-74 ans    | 16,1   |
| 26,8   | 45-59 ans    | 26,4   |
| 18,4   | 30-44 ans    | 19,9   |
| 16,1   | 15-29 ans    | 12,5   |
| 20,6   | 0-14 ans     | 19,6   |

| Hommes | Classe d’âge | Femmes |
| ------ | ------------ | ------ |
| 0,5    | 90 ou +      | 1,4    |
| 5,3    | 75-89 ans    | 8,1    |
| 14,8   | 60-74 ans    | 16,2   |
| 19,1   | 45-59 ans    | 18,4   |
| 19,5   | 30-44 ans    | 18,7   |
| 20,7   | 15-29 ans    | 19,1   |
| 20,2   | 0-14 ans     | 18     |

## Lieux et monuments
- Église paroissiale Saint-Georges reconstruite en 1663 à l'emplacement et en réutilisant les matériaux d'une église plus ancienne[47]. Le porche occidental été construit en 1816[47]. Le confessionnal, daté du milieu du XVIIIe siècle, fait l'objet d'un classement au titre objet des monuments historiques depuis le 28 février 1948[48]. La chaire à prêcher, datée de 1748, fait l'objet d'un classement au titre objet des monuments historiques depuis le 28 février 1948[49].
- Les maisons et les fermes de Crochte ont fait l'objet d'une étude de l'Inventaire général du patrimoine culturel[50].
- Le monument aux morts.

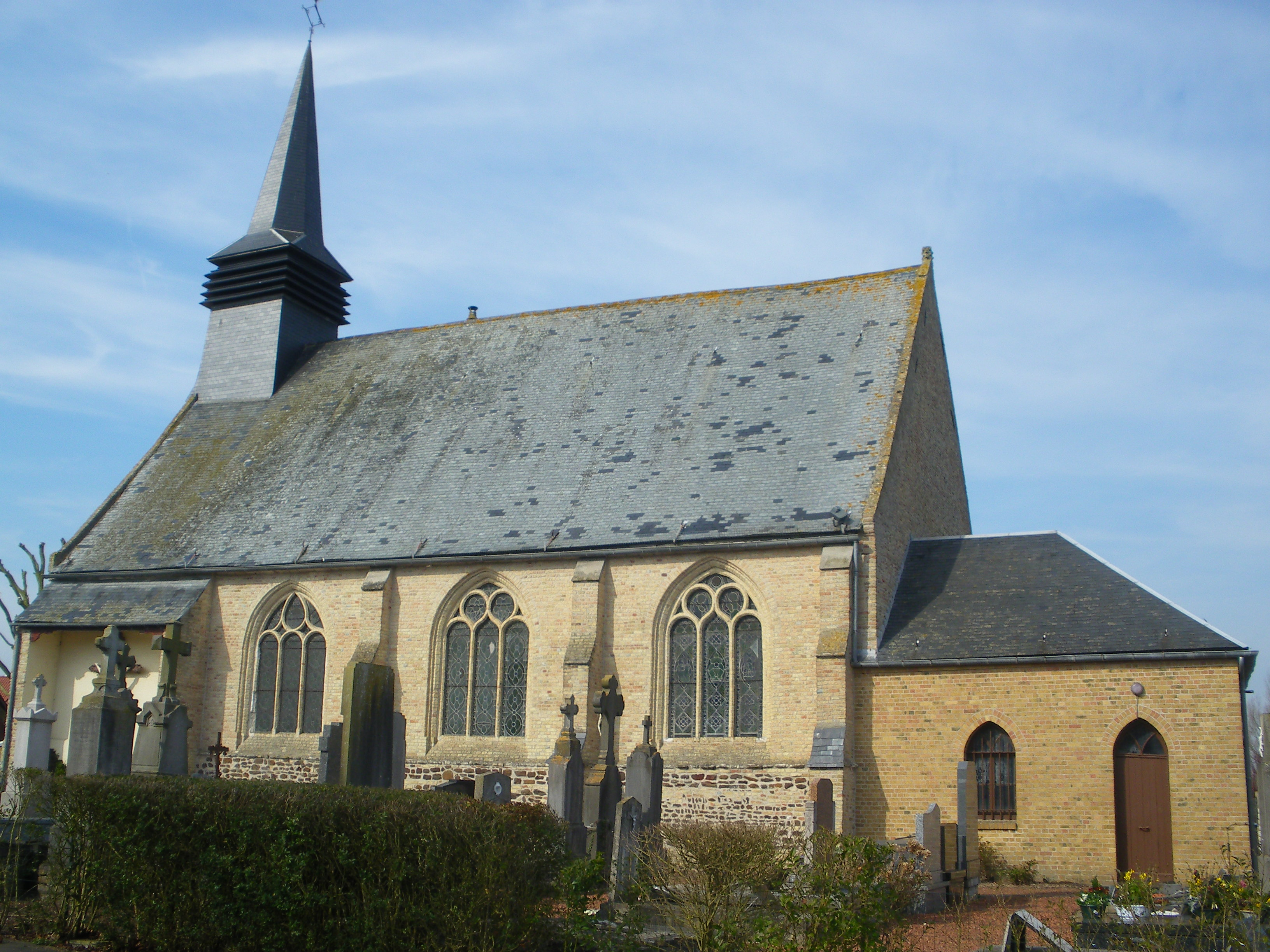
L'église Saint-Georges.
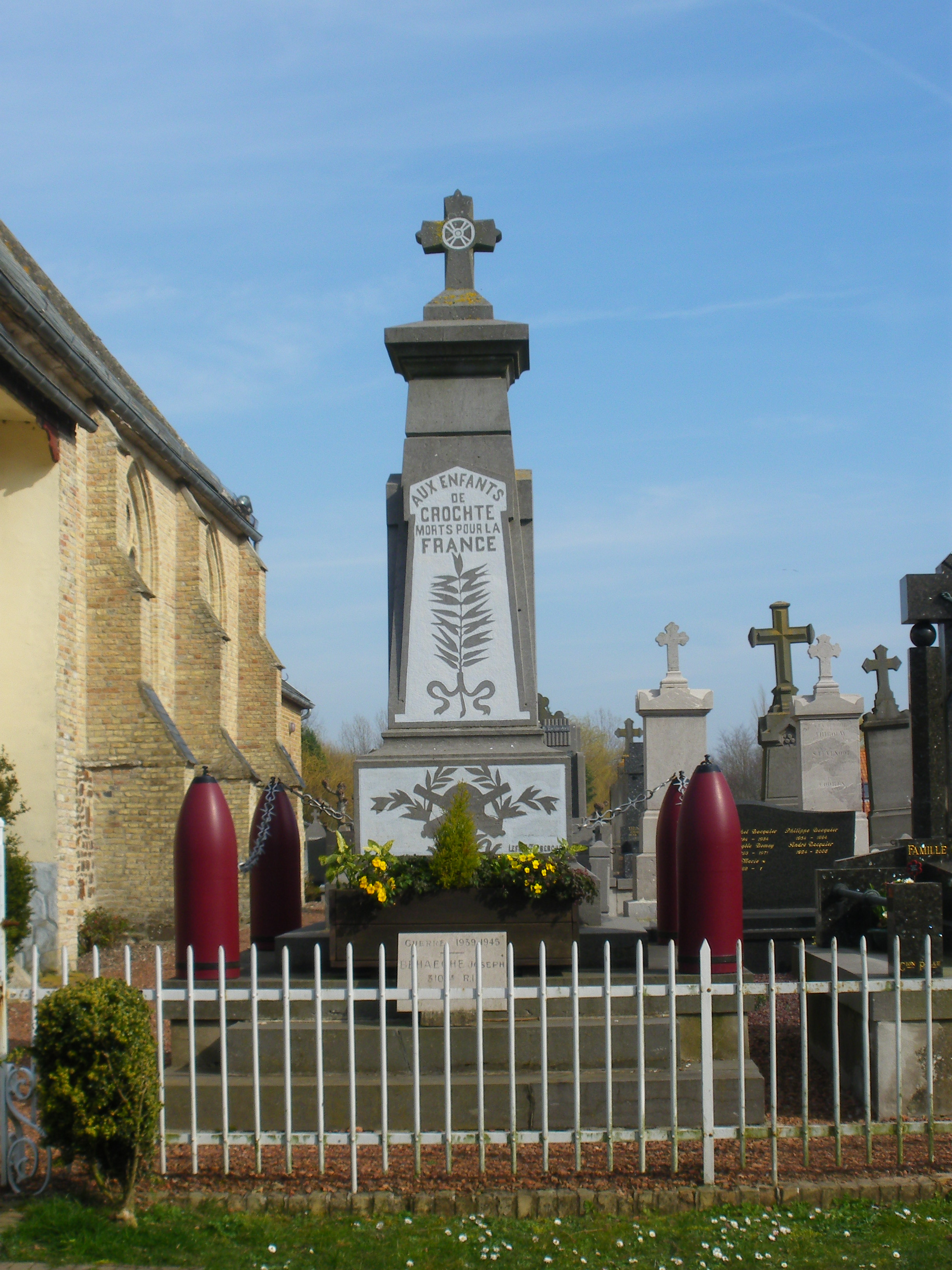
Le monument aux morts.

## Personnalités liées à la commune
- Martin-Joseph Dezitter, curé de Crochte au moment de la Révolution française, contre-révolutionnaire, arrêté et exécuté le 8 septembre 1793.